# Pranas Dovydaitis

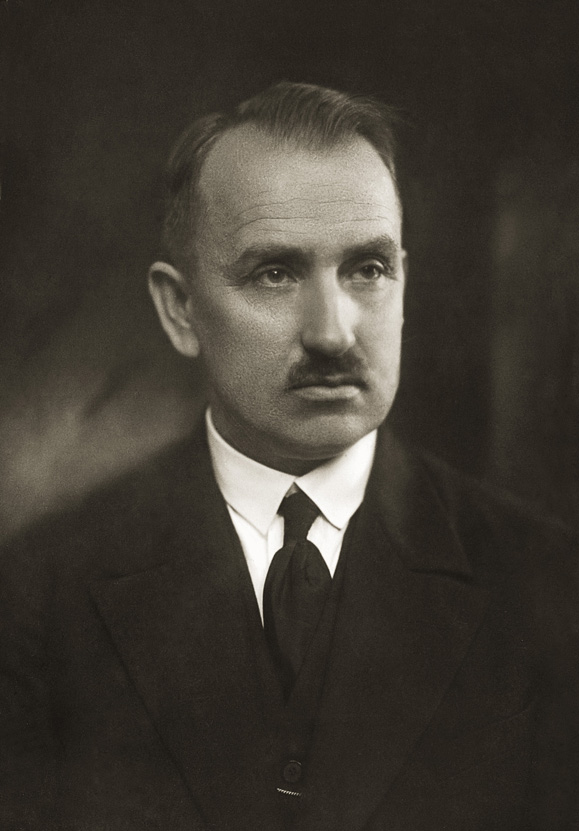
Pranas Dovydaitis

Pranas Dovydaitis (* 2. Dezember 1886 in Runkiai (Distrikt Marijampolė); † 4. November 1942 in Jekaterinburg, Sowjetunion) war ein litauischer Hochschullehrer, Politiker und Premierminister.

## Biographie

### Studium und berufliche Laufbahn
Nach der Schulausbildung in Marijampolė begann er 1908 ein Studium der Rechtswissenschaften an der Lomonossow-Universität in Moskau, das er 1912 mit dem Staatsexamen abschloss. Daneben absolvierte er auch ein Studium der Geschichtsphilosophie. Bereits als Student war er Journalist bei Zeitungen und Journalen wie Aušrinė („Die Morgenröte“).
Nach Beendigung des Studiums wurde er 1913 Redakteur der in Vilnius erscheinenden Tageszeitung Viltis („Die Hoffnung“), wo es jedoch bald zu Konflikten mit dem Chefredakteur Antanas Smetona kam. Grund hierfür waren die unterschiedlichen politischen Ansichten, die teilweise vom Katholizismus, teilweise vom Nationalismus geprägt waren. Dennoch blieb er zu Beginn des Ersten Weltkrieges Redakteur von Viltis,  wechselte jedoch 1915 als Redakteur zur Zeitung Saulė („Die Sonne“). 1916 wurde er Lehrer und Direktor des Gymnasiums Kaunas. Er lehrte auch am Saulės-Gymnasium Kaunas.

### Unabhängigkeit und Ministerpräsident 1919

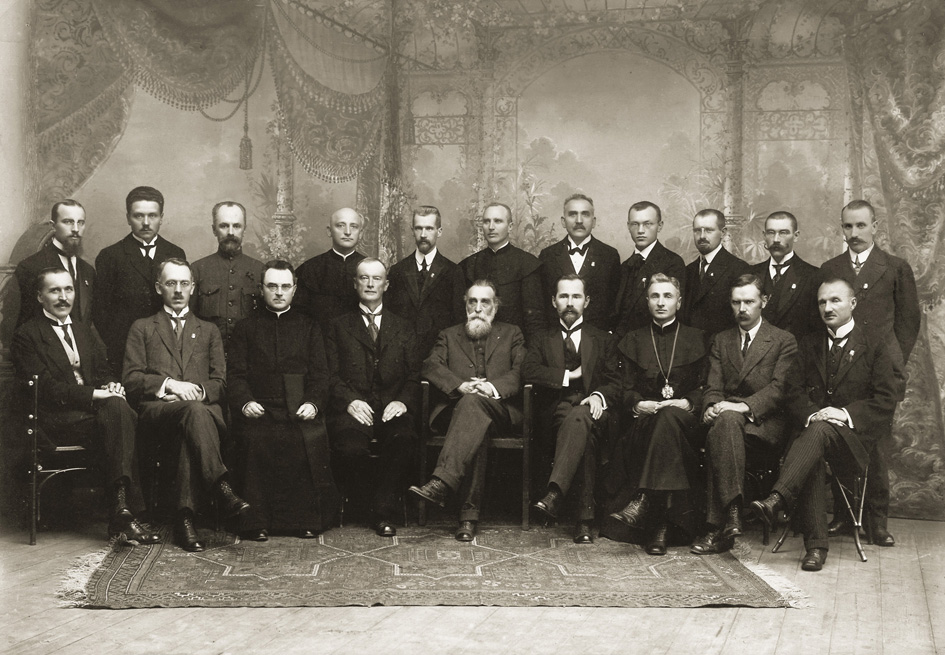
Der Litauische Staatsrat u. a. mit Jonas Basanavičius (sitzend 5. v. l.), Antanas Smetona (sitzend, 4. v. r.), Vladas Mironas (stehend, 4. v. l.) und Aleksandras Stulginskis (stehend, 9. v. l.) und Pranas Dovydaitis (stehend, ganz rechts)

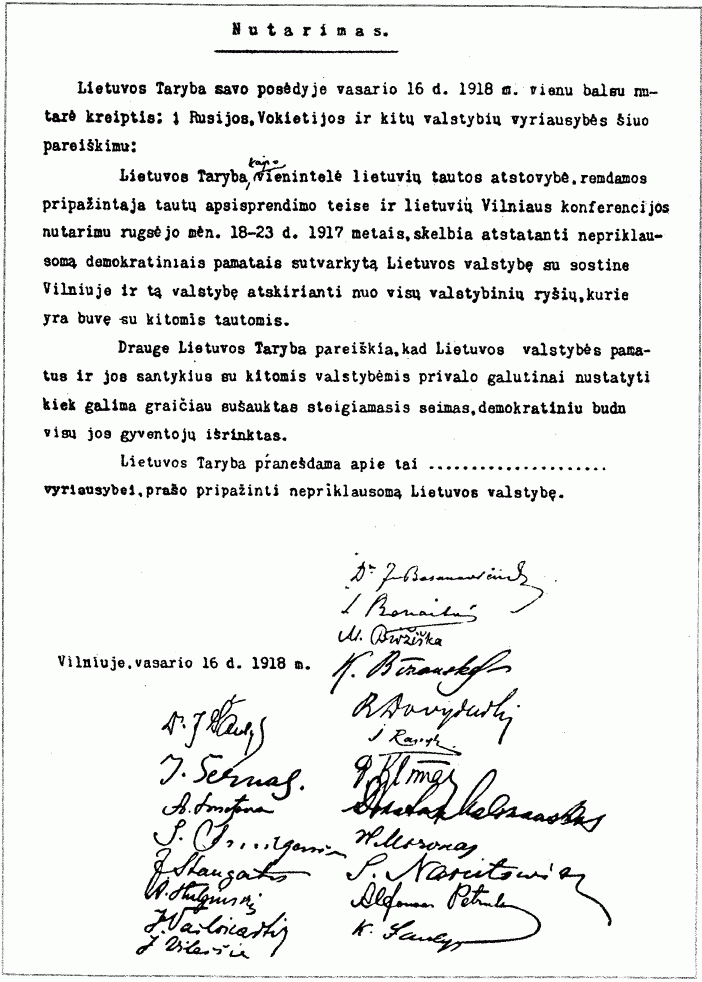
Unabhängigkeitserklärung vom 16. Februar 1918

Vom 18. bis zum 22. September 1917 war er Teilnehmer der Nationalen Konferenz von Vilnius, auf der der Prozess zur Gründung eines vom Russischen Reich, Polen und dem Deutschen Kaiserreich unabhängigen litauischen Staates begann. Die Nationalkonferenz wählte ihn in den aus 20 Mitgliedern bestehenden Litauischen Staatsrat (Lietuvos Taryba), wo er den damaligen Christlichen Litauischen Gewerkschaftsbund (Lietuvos Krikščionių Darbininkų Profesinės Sąjunga) vertrat. Am 16. Februar 1918 rief der Staatsrat die Unabhängigkeit Litauens aus, die mit dem Ende des Ersten Weltkriegs im November 1918 in die Realität umgesetzt wurde.
Am 12. März 1919 wurde er als Nachfolger von Mykolas Sleževičius zum Premierminister ernannt. Dieses Amt trat er bereits einen Monat später am 12. April 1919 an Sleževičius wieder ab. Seine Regierungszeit war damit die kürzeste Amtszeit in der Ersten Republik Litauen. Bereits im September 1922 wurde er durch die Herausgabe einer Briefmarke geehrt.

### Hochschullehrer
Im Anschluss daran war er wiederum Lehrer am Gymnasium von Kaunas sowie Dozent für Geschichtsphilosophie an der Hochschule von Kaunas (Aukštieji kursai). Nach der Gründung der Vytautas-Magnus-Universität Kaunas 1922 wurde er Professor für Philosophie. Während seiner bis 1940 dauernden Lehrtätigkeit war er darüber hinaus auch Sekretär des Senats und Sekretär der Theologisch - Philosophischen Fakultät. 1935 wurde ihm ein Ehrendoktor der Philosophie verliehen. Nach der Okkupation Litauens durch die Rote Armee erfolgte am 14. Juli 1940 seine Emeritierung. Während seiner Tätigkeit als Professor war er wiederum auch Redakteur und Herausgeber von philosophisch-religiösen Journalen wie Logos und Soter sowie Autor in annähernd vierzig weiteren Fachzeitschriften. Zwischen 1931 und 1940 war er stellvertretender Chefredakteur der Litauischen Enzyklopädie (Lietuviškoji enciklopedija).

## Anderes
1925–1927 leitete er die katholische Jugendorganisation Ateitininkai.
1941 wurde er von der sowjetischen Besatzungsmacht verhaftet und nach einigen Monaten Haft in einem Internierungslager hingerichtet.
Am 7. Mai 2000 wurde er durch die Katholische Kirche als Märtyrer anerkannt.